# نونه یسائیان
نونه مارتیکی یسائیان (ارمنی: Նունե Մարտիկի Եսայան با نام هنری نونه (ارمنی: Նունե؛ زادهٔ ۵ اوت ۱۹۶۹) یک خواننده سرشناس سبک پاپ اهل ارمنستان است. وی از سال ۱۹۸۸ میلادی تاکنون مشغول فعالیت بوده‌است.

## جوایز و افتخارات
وی برندهٔ جوایزی همچون هنرمند افتخاری جمهوری ارمنستان شده‌است.